# Albert Rafetraniaina
Albert Tokinirina Rafetraniaina (Ambohitrony, 9 settembre 1996) è un ex calciatore malgascio con cittadinanza francese, di ruolo centrocampista o difensore.

## Caratteristiche tecniche
Mediano, può giocare anche come terzino su entrambe le fasce.